# Manzanares (Buenos Aires)
 Manzanares  es una localidad de Argentina situada en el partido del Pilar, provincia de Buenos Aires, a 70 km de la ciudad de Buenos Aires.
Este pueblo ha tenido un gran crecimiento a raíz del "boom" de los countries y barrios privados que se han instalado a los alrededores, siendo estos uno de los principales proveedores de puestos de trabajos, después del parque industrial de Pilar.

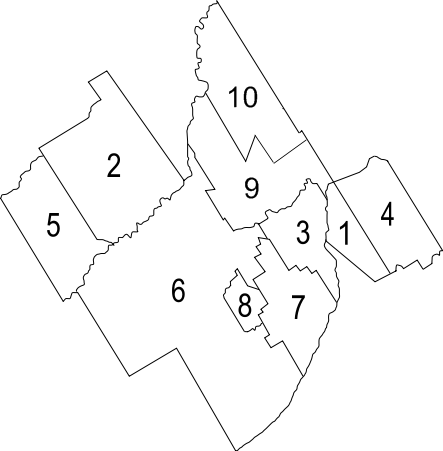
Partido del Pilar, Manzanares (5)

## Historia
Manzanares es un pueblo dentro del partido Del Pilar, originado como tantos a orillas de una estación de ferrocarril y bañado por las aguas del Río Luján, en su curso medio.
Es un llano alterado por algunas ondulaciones, como la que se aprecia cuando ingresamos en él, por un camino de 5 km que nos alejan de la Ruta 8. Actualmente tiene cerca de 6005 habitantes desparramados por sus diferentes barrios.
El centro del pueblo sigue siendo su estación, por la cual pasan trenes del servicio Retiro- Dr. Domingo Cabred de la línea San Martín; la Sociedad de Fomento, sala de primeros auxilios, capilla de San Luis y negocios “atendidos por sus dueños”.
Los campos que pertenecían al actual ejido correspondían a las suertes que Garay ya en 1580 distribuyó entre dueños que no poblaron la zona, la llanura se fue llenando de ganado vacuno que era literalmente “cazado”. Grupos de puelches merodeaban la zona, dócilmente incorporados a los españoles. Durante el siglo XVII y XVIII se trazan rutas como la que se dirigía al Norte, pasando para Luján. Nombres como los de Manzanares, Litardo, Melo, Irrazábal y López ya eran frecuentes en esta época, teniendo sus estancias, en el sentido estricto de la palabra. En 1874 se instala un molino harinero en lo de Bancalari, (actual estancia San Miguel), y por esos días el trazado del pueblo se define al solicitar la B.A. al Pacífico la donación de tierras, Mónica Melo, viuda de Máximo Manzanares, las cede dando origen al pueblo.
La estación se inauguró el 25 de marzo de 1885. En ese año se lotea la parte norte del pueblo, y la calle principal se denomina B. Mitre. En su casa de campo, Malaquías González Litardo (actual San Francisco) con solamente 15 años, funda la escuela Nª 10, donde funciona hasta tercer grado. Hacia 1910, Angelina Manzanares lotea la otra parte del pueblo, destinando los terrenos para la Sociedad de Fomento y Escuela. Ya Francisco Lauría edita el primer periódico de la zona, el Patria, y también llega el telégrafo y posteriormente el teléfono.
Promediando el siglo XX, la producción de Manzanares es eminentemente lechera, utilizando el FFCC. para llevar diariamente la leche a Bs.As., más de veinte tambos daban vida a un pueblo que contaba con un policía, una barrera para el tren, y un movimiento de gauchos que se divertían con jineteadas y carreras de sortija, además de las clásicas cuadreras en la vieja ruta 8.
No existía por supuesto la luz eléctrica ni el asfalto. La gente matizaba pescando en el Río Luján y en el arroyo Las Flores. Nicolás Ruiz Guiñazú completa la pasión ecuestre introduciendo el polo en el pueblo. Lo siguen clubes de polo como San Javier, y así continuaron los paisanos sus pasiones… Después de un gran esfuerzo, se bendice la capilla de San Luis, el 5 de febrero de 1963… Su imagen atesora viejas costumbres del pueblo, como los Viacrucis, con velas, y la procesión en las fiestas patronales, siempre atrás de un carro el cual en la última procesión fue conducido por Beto Collazo, un fiel representante de Gaucho de Manzanares.
Actualmente muchos clubes de campo y barrios cerrados han crecido junto con tantas tradiciones, que Manzanares se encarga de mantener vivas, junto a los centros tradicionalistas Guardia del Pilar, El Pial, Los Cerrillos y agrupaciones gauchas.
La antigua estación, a raíz de la privatización sufrida por el Ferrocarril en la década de 1990 y la suspensión de la frecuencia normal del mismo, dejó de funcionar, pasando a ser desmantelada por foráneos oportunistas.
Así fue que un movimiento de vecinos, decidió recuperarla para establecer en ella “La Biblioteca Popular y Casa de la Cultura”, la que es atendida por integrantes del centro de jubilados y entre otras actividades, desarrollan un taller de lectura para niños y actividades artísticas.

## Ferrocarril
Estación Manzanares: es una estación intermedia que pertenece al San Martín, en el ramal que prestaba servicio entre Retiro y Junín. La estación se encuentra en el centro del pueblo, que está ubicado a 5 kilómetros de la Ruta Nacional 8 que une las ciudades de Pilar y San Antonio de Areco.
El servicio de pasajeros se restableció el 16 de junio de 2011 entre Retiro y Junín.
Desde el 25 de mayo de 2014 la línea San Martín se extiende hasta la estación Dr. Domingo Cabred en Open Door, pasando por Manzanares.

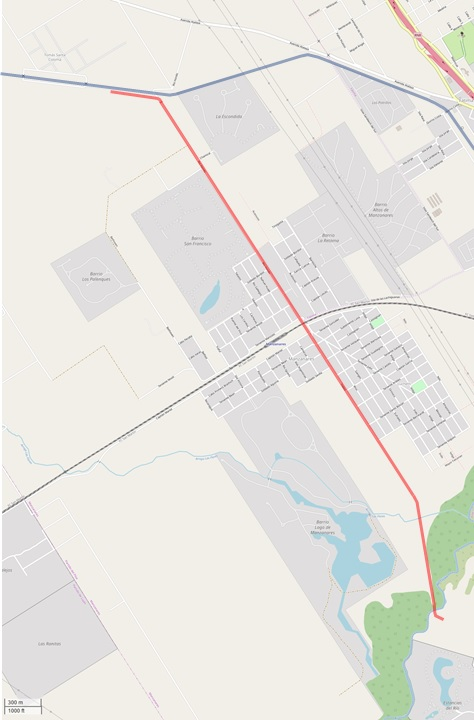
Ruta original del Ferrocarril Decauville Molino Bancalari en un mapa moderno.

El Ferrocarril Decauville Molino Bancalari era un ferrocarril Decauville de 5.4 km de largo. Se puso en funcionamiento alrededor de 1889 y fue tirado por animales de tiro.

## Parroquias de la Iglesia católica en Manzanares
| Diócesis  | Zárate-Campana   |
| --------- | ---------------- |
| Parroquia | San Luis Gonzaga |